# Pervomaiski (Txeliàbinsk)
Pervomaiski - Первомайский (rus) és un possiólok de l'óblast de Txeliàbinsk, a Rússia. Pervomaiski és al sud de la regió dels Urals, a 35 km al sud-est de Txeliàbinsk i a 13 km a l'oest de Korkino.